# (10010) Рудруна
(10010) Рудруна (лат. Rudruna) — типичный астероид главного пояса, открыт 9 августа 1978 года советскими астрономами Николаем и Людмилой Черных в Крымской астрофизической обсерватории и 2 сентября 2001 года назван в честь РУДН имени П. Лумумбы.

## Обнаружение и именование
(10010) Рудруна
Открыт 9 августа 1978 года в Крымской астрофизической обсерватории Н. С. Черных и Л. И. Черных.
РУДруНа, или Российский Университет Дружбы Народов, является российским университетом. Он был основан в Москве в 1960 году для оказания помощи развивающимся странам в подготовке образованных специалистов.
Оригинальный текст (англ.)10010 Rudruna
Discovered 1978 Aug. 9 by N. S. Chernykh and L. I. Chernykh at the Crimean Astrophysical Observatory.
RUDruNa, or Rossijskij Universitet Druzhby Narodov, is the Russian University of Friendship of Nations. It was founded in Moscow in 1960 to help developing countries in the training of educated specialists.
Источники: 20010902/MPCPages.arc; M.P.C. 43381.

## Орбита

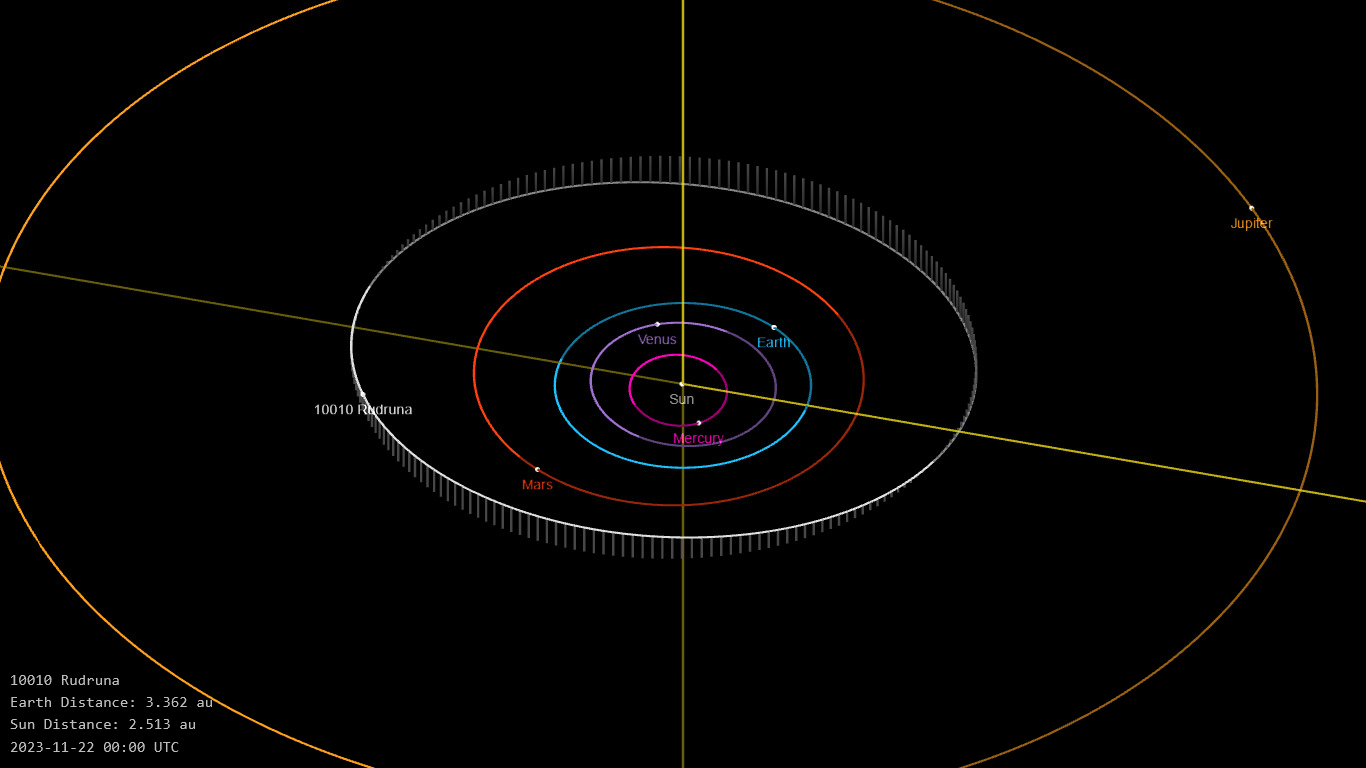
Орбита астероида Рудруна и его положение в Солнечной системе

## Физические характеристики
Астероид относится к таксономическому классу V.
По результатам наблюдений системы телескопов панорамного обзора и быстрого реагирования Pan-STARRS и наблюдений системы последнего оповещения о столкновении астероида с Землей Asteroid Terrestrial-impact Last Alert System абсолютная звёздная величина астероида сначала оценивалась равной 14,39±0,20m, позже — 14,40±0,137m.